# Izvoru (Vișina), Dâmbovița
Izvoru este un sat în comuna Vișina din județul Dâmbovița, Muntenia, România.

## Istorie
Își trage denumirea de la pârâul Izvorul, pe malul căruia se află așezat, râu ce izvorăște din apropierea satului Coada Izvorului, situat la circa 2 kilometri nord-vest de satul Izvoru. 
De-a lungul timpului, satul a avut ca stăpâni diferiți proprietari, ale căror nume se mai păstrează și astăzi, prin moșiile care le-au aparținut, anume boierilor Șuțu, Fălcoianu, Arion, iar dintre arendașii acestora, s-a remarcat un anume Marinescu.
Arendașul Marinescu a fost omorât de localnicul Trăsnea, după care acesta a luat calea haiduciei.
Satul a fost alcătuit din clăcași, care au suferit de pe urma diferiților stăpâni de moșii. 
Din rândul celor mulți, o mică parte au izbutit să devină proprietari, păstrând denumirea de moșneni și au migrat în partea de vest a satului cunoscută sub numele de Broșteni Deal, iar satul Izvoru a rămas până la Reforma Agrară din 1945, un sat de clăcași pe moșia lui Dragomirescu și Bălescu, ultimii boieri ce au exploatat până la sânge oamenii din această așezare.
Prima atestare documentară a satului Izvoru datează din 20 decembrie 1780.